# محمد بنشعبون
محمد بنشعبون، هو سياسي وإقتصادي مغربي، كان يشغل منصب وزير الاقتصاد والمالية وإصلاح الإدارة في حكومة العثماني الثاني المعينة من طرف الملك محمد السادس يوم 10 أكتوبر 2019 ويشغل الآن منصب سفير المغرب بباريس خلفاً لـ شكيب بنموسى. وقد عينه الملك محمد السادس مديرا عام لصندوق محمد السادس للإستثمار يوم 18 أكتوبر 2022. وفي يوم 25 فبراير 2025، عُيِّن مديرا للمجلس التنفيذي لاتصالات المغرب عوضا عن عبد السلام أحيزون في عهدة مدتها عامان (من 1 مارس 2025 إلى 1 مارس 2027).

## مسيرته
من مواليد 12 نونبر 1961 بمرس السلطان بالدار البيضاء، خريج المدرسة الوطنية العليا للاتصالات بباريس سنة 1984، حيث اشتغل في بداية مشواره بشركة ألكاتيل المغرب كمدير لاستراتيجيات التطوير ومراقبة التدبير، سنة 1999 سيتقلد منصب المدير المساعد لمجموعة البنك الشعبي، قبل أن يُعيّن سنة 2003 على رأس الوكالة الوطنية لتقنين المواصلات.
تم تعيينه في أغسطس 1996، مديرا في إدارة الجمارك والضرائب غير المباشرة، حيث كان مكلفا بتنسيق المشاريع الشاملة لعدة قطاعات لصالح وزارة الاقتصاد والمالية.
هذا ويعتبر بنشعبون خبيرا معتمدا لدى صندوق النقد الدولي منذ سنة 2005.
وفي سنة 2008، عينه الملك محمد السادس مديرا عاما لمجموعة البنك الشعبي المركزي.
عينه الملك محمد السادس يوم الاثنين 20 أغسطس 2018، وزيرا للاقتصاد والمالية
وبموازاة مع مسؤولياته، يعتبر السيد محمد بنشعبون عضوا فاعلا ونشيطا في الأوساط الجمعوية والمؤسساتية، حيث تم انتخابه رئيسا للكونفدرالية الدولية للأبناك الشعبية خلال الفترة من 2012 إلى 2015 ورئيسا للشبكة الفرنكوفونية لتقنين المواصلات بين سنتي 2005 و2006. وهو أيضا عضو في المجلس الاقتصادي والاجتماعي والبيئي، وعضو مجلس إدارة مؤسسة محمد الخامس للتضامن، ومؤسسة محمد السادس لحماية البيئة.
في أبريل 2010، وشح الملك محمد السادس، السيد محمد بنشعبون بوسام العرش من درجة فارس.
السيد محمد بنشعبون متزوج وأب لطفلين.